# Bracon difficilis
Bracon difficilis är en stekelart som beskrevs av Costa 1864. Bracon difficilis ingår i släktet Bracon och familjen bracksteklar. Inga underarter finns listade.